# Inundacions de Leh de 2010
Les inundacions de Leh de 2010 es varen produir el 6 d'agost de 2010 a Leh, a l'estat de Jammu i Caixmir (Índia). Segons el lloc web oficial de Leh, van morir-hi 233 persones, entre elles una mallorquina que estava practicant muntanyisme prop de Leh. Milers de persones van resultar ferides quan, a la nit, les fortes pluges van causar inundacions i esllavissades de fang.

## Rerefons

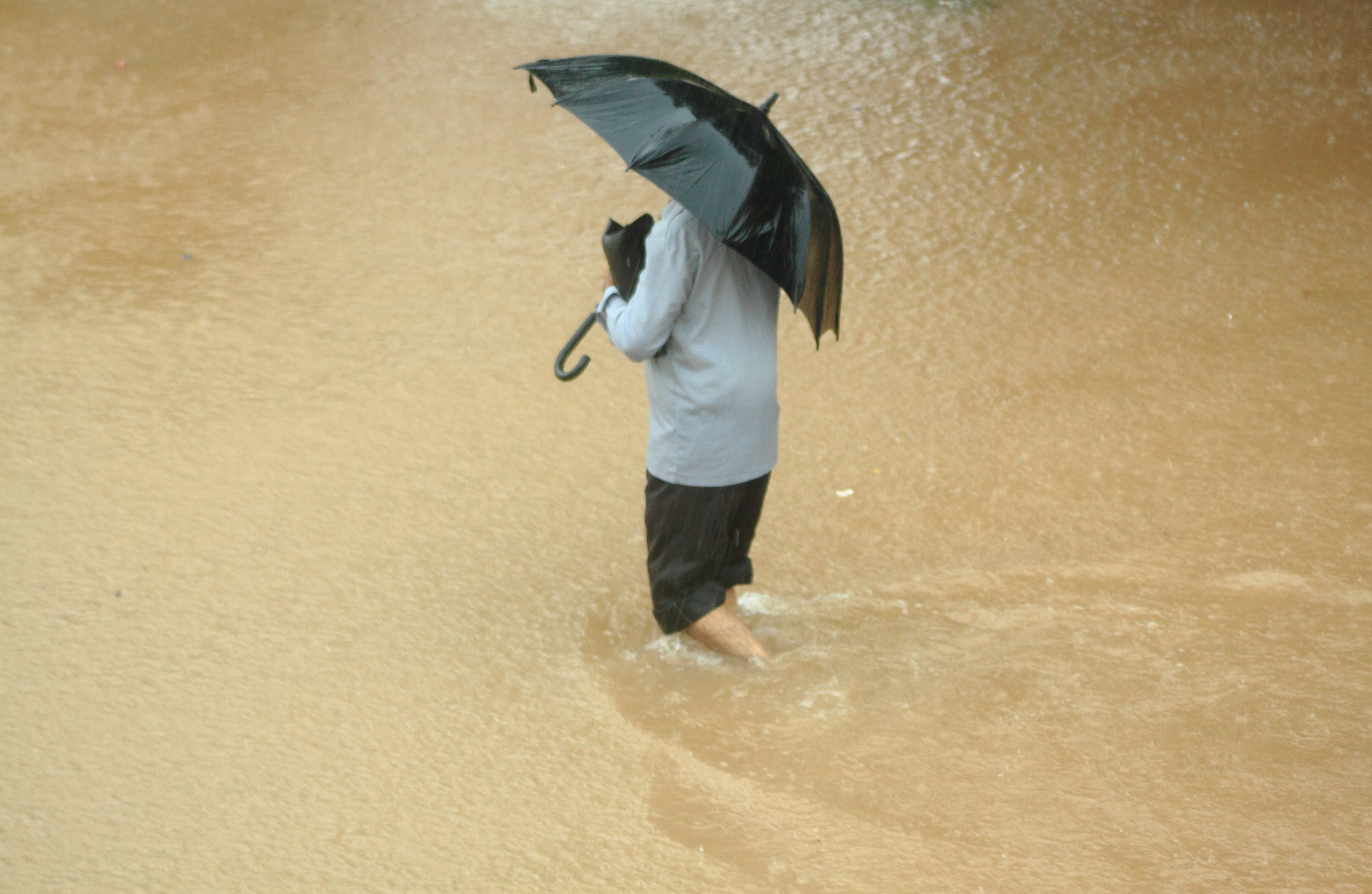
L'Índia rep poca pluja la major part de l'any i es basa en les pluges monsòniques puntuals per la seva agricultura.

La ciutat de Leh és la ciutat més gran del districte de Ladakh situat a l'estat indi de Jammu i Caixmir, a l'Himàlaia. Es troba en un altiplà a 3.500 metres sobre el nivell mitjà del mar i en general rep molt poca pluja. És predominantment budista i popular entre els turistes per la seva bellesa natural, rebent prop de 80.000 estrangers i 100.000 turistes nacionals a l'any. La temporada turística alta és a l'agost, quan milers d'excursionistes occidentals visiten la regió. Descrit com un "desert fred d'alçada", les precipitacions a la zona són escasses i un fort aiguat és considerat un esdeveniment estrany.

## Inundacions
Les inundacions sobtades van ocórrer després d'una nit de forts aiguats. La tempesta va arribar entre les 0:30 i la 1:00 de la matinada i va sorprendre a tothom. Molts edificis van ser destruïts, incloent hospitals, terminals d'autobusos, emissores de ràdio, centrals telefòniques i torres de telefonia mòbil. L'estació d'autobusos local va ser danyada i alguns dels autobusos els va arrossegar el fang més de dos quilòmetres. L'aeroport de la ciutat va resultar afectat, però el van poder posar un altre cop en funcionament després de netejar la pista de l'aeròdrom, d'aquesta manera els vols de socors es van poder efectuar l'endemà. El poble de Choglamsar, als afores de la ciutat, va estar particularment afectat. Els prop de 3.000 turistes que hi havia a la zona, incloent-hi 1.000 estrangers estaven fora de perill segons les autoritats locals.

## Operacions de socors
Els esforços de rescat es van veure obstaculitzats pels corrents d'aigua i el fang que arribava als 3 metres d'alçada en alguns llocs. A més molts dels camins que condueixen a Leh van ser danyats per la qual cosa va ser difícil que els camions amb subministraments d'emergència hi poguessin arribar. Quatre-centes persones greument ferits van ser evacuades i algunes van ser ingressats a l'hospital de l'exèrcit a Leh. Els soldats de l'Exèrcit de l'Índia van posar en marxa una operació de rescat massiu. El ministre de l'Interior, P. Chidambaram, va afirmar que més de 6.000 agents de seguretat van ser desplegats a Leh per a participar en les operacions de rescat. El primer ministre, Manmohan Singh, va expressar el seu condol i va anunciar una compensació de 100.000 rupies per als familiars dels morts i de 50.000 rupies per als ferits. El Cap de l'Estat de Jammu i Caixmir, Omar Abdullah, dirigí l'administració per dur a terme activitats de socors durant l'estat d'emergència.